# 多形滲出性紅斑
多形滲出性紅斑（たけいしんしゅつせいこうはん、英語: Erythema exsudativum multiforme)とは、赤くなる皮疹のひとつ。真皮の浅い部分での血管拡張があり、充血して赤くみえる「紅斑」がみられる。血管周囲にフィブリンを代表とする炎症性蛋白の「滲出」があり、斑の硬化がある。環状紅斑、丘疹、水疱形成など形状はさまざまである。

## 原因
- 膠原病
  - 全身性エリテマトーデス
- 感染症
  - マイコプラズマ
  - 単純ヘルペス
  - B型肝炎
  - C型肝炎
  - EBウイルス
  - サイトメガロウイルス
- アレルギー